# زیست‌گاز
زیست‌گاز یا بیوگاز (به انگلیسی: Biogas) از شکستن و تجزیه زیست‌توده توسط ریزاندامگان (میکروارگانیسم‌ها) و باکتری‌ها در غیاب اکسیژن به‌دست می‌آید. زیست‌گاز یک منبع تجدیدپذیر انرژی حساب می‌شود، مشابه انرژی خورشیدی و انرژی بادی. زیست‌گاز را می‌توان از زیست‌توده یا زباله‌های زیستی تولید کرد، در نتیجه سازگار با محیط زیست است.
زیست‌گاز در یک فرایند تجزیهٔ بی‌هوازی معلق منکاسید توسط باکتری‌های بی‌هوازی یا در یک فرایند تخمیر مواد قابل تجزیه از قبیل کود کشاورزی، فاضلاب، زباله‌های شهرداری، زباله‌های سبز (باغ‌ها و پارک‌ها)، مواد گیاهی و محصولات کشاورزی به‌دست می‌آید. زیست‌گاز به‌طور کلی از متان و دی‌اکسید کربن تشکیل شده، اما ممکن است مقادیر ناچیزی سولفید هیدروژن، بخار آب و زیلوکسان (اکسید سیلیکن) نیز داشته باشد.

## تولید
زیست‌گاز عملاً به‌عنوان یک گاز زباله تولید می‌شود. نیروگاه زیست‌گاز نامی است که به یک تخمیرکننده بی‌هوازی داده می‌شود که این دستگاه روی زباله‌ها کار می‌کند.

## اجزای تشکیل دهنده
1. گاز متان حدود ۶۲ تا ۷۰ درصد.
2. گاز کربن دی‌اکسید ۳۰ تا ۳۵ درصد.
3. سولفید هیدروژن ، گوگرد و ازت به مقدار کم

این گاز در شرایط تهیه آزمایشگاهی با وجود ناخالصی قابل افروختن است. ارزش حرارتی|ارزش گرمایی این گاز دو و نیم برابر گرمایی است که از سوزاندن فضولات دامی تولید می‌شود.